# 柴静仪
柴靜儀（1639年—1690年），字季嫻，一作字季畹，女，錢塘（今杭州）人，清朝画家、作家。
柴世堯次女。嫁沈鏗為妻。擅長寫生，能畫梅竹，有《木犀芙蓉圖》，又能鼓琴，與姊柴貞儀皆有詩名。柴静仪和徐燦、林以寧、朱柔則、錢風綸等五人號稱蕉園五子，其中朱柔则更是她的長子沈用濟之妻。康熙三十年（1690年）卒。著有《凝香室诗钞》、《北堂诗草》。